# Multiespacio Los Ángeles
El Cine Los Ángeles se especializaba en películas infantiles producidas por Disney. El edificio está en Avenida Corrientes 1764,  Buenos Aires, una arteria a donde abundan los espacios teatrales y, en otras épocas, los cines.
Durante poco tiempo funcionó como Multiespacio Los Ángeles, pero luego de conflictos entre sus propietarios, cerró en 2010. Desde septiembre de 2012 está abierto un local de Burger King que ocupa parte del antiguo hall del cine y se representan obras teatrales en su sala para 240 espectadores.

## Historia
El Cine Los Ángeles fue inaugurado en 1946, y en 1965 adoptó la característica que lo hizo único en el mundo: fue dedicado exclusivamente a proyectar las producciones infantiles animadas de Walt Disney.
Aunque en 1982 alcanzó a tener un promedio de 450.000 espectadores anuales, en la década siguiente comenzó su decadencia, a la par del desarrollo de las tecnologías de VHS, acentuada con el nacimiento de los shopping centers con multicines, y más tarde el DVD y la tecnología digital.
Como todos los cines porteños, sufrió sucesivas reformas que dividieron su sala única original en múltiples salas de capacidad menor. En 1982, 1992 y 1998 ocurrieron estas modificaciones, que le permitieron buscar una mayor rentabilidad. De todas formas, para ese último año la asistencia anual había caído a 70.000 personas.

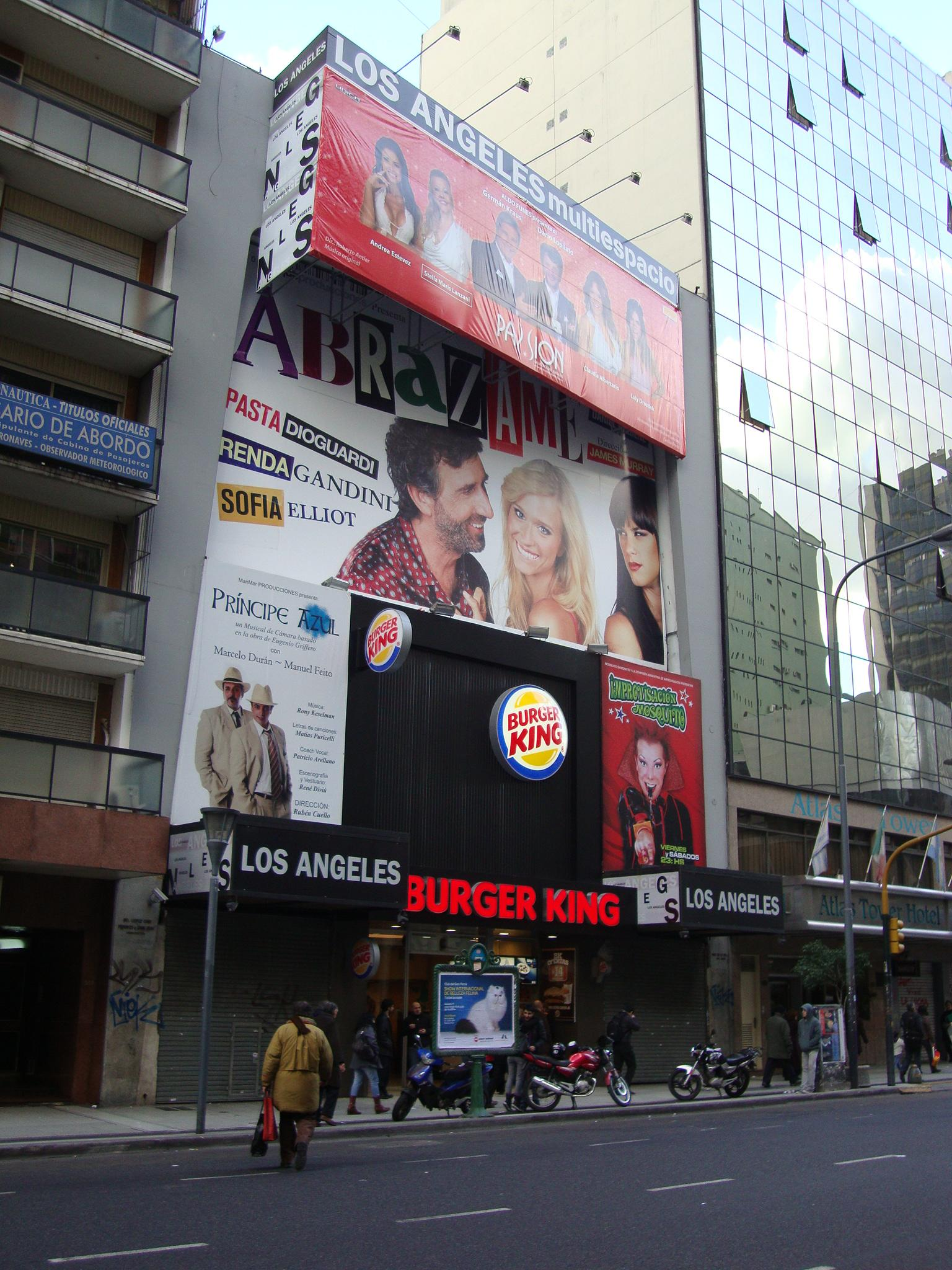
El Multiespacio Los Ángeles, clausurado en abril de 2010.

Otra decisión comercial fue la de subdividir el hall de entrada, para destinar una buena parte a un gran local de comidas de la cadena Burger King. En 2000, el Cine Los Ángeles estuvo cerca del cierre definitivo. Fue en ese momento que la Legislatura de Buenos Aires lo declaró Lugar de Interés Cultural.
Finalmente, en 2008 comenzó la refuncionalización del viejo cine, para adaptarlo a las necesidades contemporáneas. Así, fue transformado en un “multiespacio”, que agrupa cine, teatro y una sala para conferencias. Martín Seefeld es el director artístico del proyecto.
El 28 de julio de 2009, quedó reinaugurado el Multiespacio Los Ángeles, con la interpretación de una obra de Pepe Cibrián y Ángel Mahler. Asistieron el Jefe de Gobierno de la Ciudad Mauricio Macri y su Secretario de Cultura Hernán Lombardi, y Mirtha Legrand fue declarada Madrina de la recién inaugurada Sala Ana María Campoy. Ese año Nazarena Vélez denunció una red de corrupción en el Gobierno de la Ciudad. Dos socios de su marido habilitaron un local que no tenían a su nombre, quedando en la mira de la Justicia los exfuncionarios Farrell y Berkowski, y el legislador Avelino Tamargo, que están siendo investigadas por el juez Juan Ramos Padilla que habla de una red de corrupción para habilitar boliches, bares y teatros en Capital Federal. Posteriormente denunció a funcionarios del gobierno de la Ciudad de extorsión y amenazas contra ella y su marido, Fabián Rodríguez. Tras esto, renunció la directora general de Fiscalización y Control porteña, Vanesa Berkowski, ya bajo la lupa de la Justicia por el derrumbe en el boliche de Palermo, Beara, en el que dos chicas perdieron la vida. La funcionaria macrista estaba libre luego de pagar una fianza de 350 mil pesos.
El 26 de marzo de 2010, el Los Ángeles fue cerrado luego de una denuncia penal contra los empresarios propietarios de la sala, relacionada con un conflicto entre ellos. A los pocos días, hubo una respuesta pública de la empresa, que cuestionó la medida tomada por el Gobierno de la Ciudad. Ese 5 de abril, la clausura fue levantada. Sin embargo, el 14 de abril, el teatro fue vuelto a clausurar.
En octubre de 2010, el multiespacio reabrió con el estreno de la obra Passion, pero fue clausurado judicialmente por tercera y última vez en julio de 2011 “por robo, falsificación y estafa por parte de Aldo Funes y Javier Noguera, con la participación de tres funcionarios del Gobierno de la Ciudad, todos citados a prestar declaración indagatoria”, según declaró el propietario. Desde 2012 se representan espectáculos teatrales en su sala para unos 240 espectadores.
Actualmente funciona en el edificio el CPM-MULTIESCENA

## Descripción

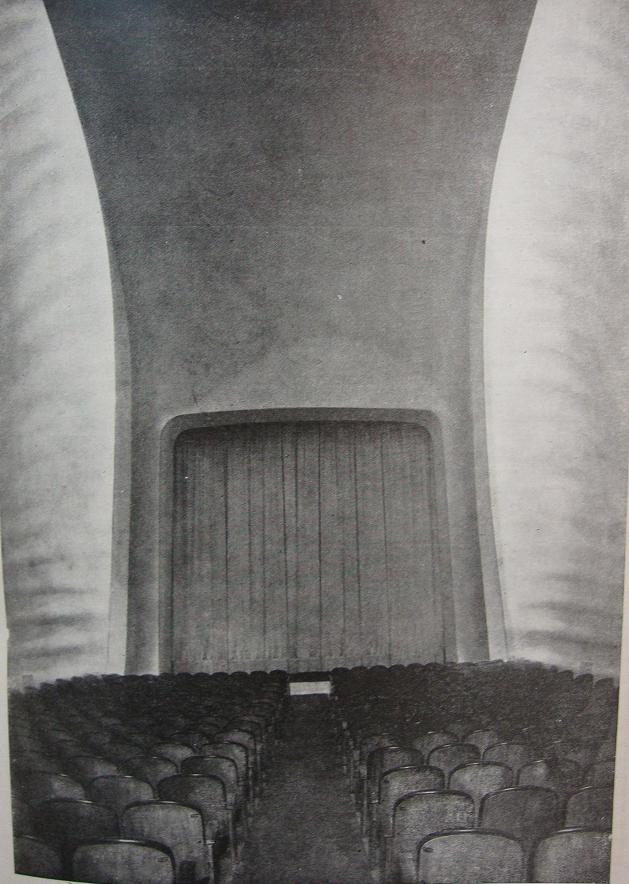
La sala única original, hoy subdividida.

El Cine Los Ángeles fue proyectado por los arquitectos Abel López Chas y Federico Zemborain en estilo racionalista. En un artículo de arquitectura del año 1946, los autores comentaban que los comitentes les habían exigido:

Darle carácter exclusivamente cinematográfico [...], eliminando el carácter mixto que ostentan muchas salas, como remanente de la época en que el cine era imitación de Teatro.
Revista de Arquitectura nº 303. Sociedad Central de Arquitectos. Marzo de 1946.

Argumentando que en el teatro, “[...] los largos entreactos justifican las salas ornamentadas”, pero en el cine es “[...] veloz y sintético, no da tiempo, dentro de la sala, a la contemplación de decoraciones que, por el contrario, inquietarían al público en el apremio de los cortísimos intervalos”. Sin embargo “[...] los vestíbulos, en cambio, deben ser, eso sí, exposiciones permanentes de obras de arte —fijas o cambiables— para goce y educación del público”. Por ello, el gran vestíbulo de doble altura estaba decorado con motivos animales pintados por Maruja Mallo.
Debido a su ubicación en un terreno angosto pero profundo, los arquitectos decidieron que la sala de proyecciones tuviera un cielorraso suspendido que fuera desde el techo de la bandeja superior hasta el piso, detrás de la pantalla. Además, Los muros laterales, acompañando a esta garganta, eran curvos, dando al público de que la sala era más grande de lo real. Cabe aclarar que todas estas características especiales desaparecieron con la subdivisión posterior de la sala única en otras más pequeñas.

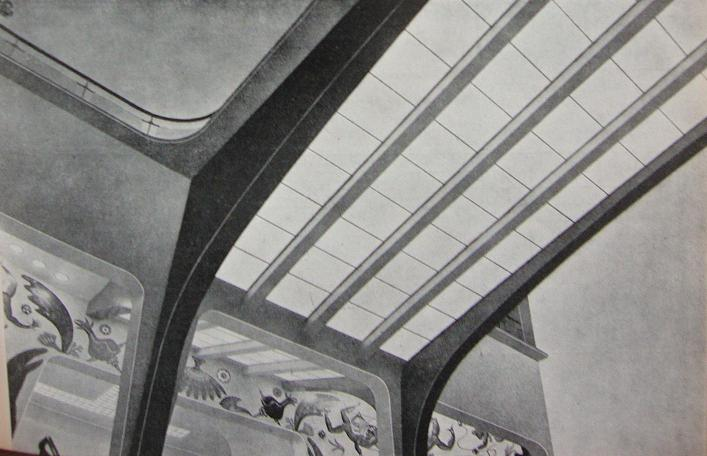
El impactante voladizo y los murales originales.

Pero quizás el rasgo ingenieril más impactante del Cine Los Ángeles original era un voladizo de 11 metros de longitud, que se extendía sobre la planta baja como un puente, y terminaba quebrando la fachada vidriada del edificio para salir al exterior y sostener el cartel con el nombre del lugar.
Con las múltiples reformas del cine se perdieron numerosos elementos del edificio original. Pero fue especialmente con la llegada del Burger King a la planta baja que el concepto original desapareció. Lo más notable fue la colocación de un inmenso cartel comercial de la empresa, que tapa la fachada vidriada y el voladizo donde se apoyaba el cartel original del cine.